# Хейс
Окръг Хейс (на английски: Hayes County) е окръг в щата Небраска, Съединени американски щати. Площта му е 1847 km², а населението - 1068 души (2000). Административен център е град Хейс Сентър.